# 斯維亞托諾斯基灣

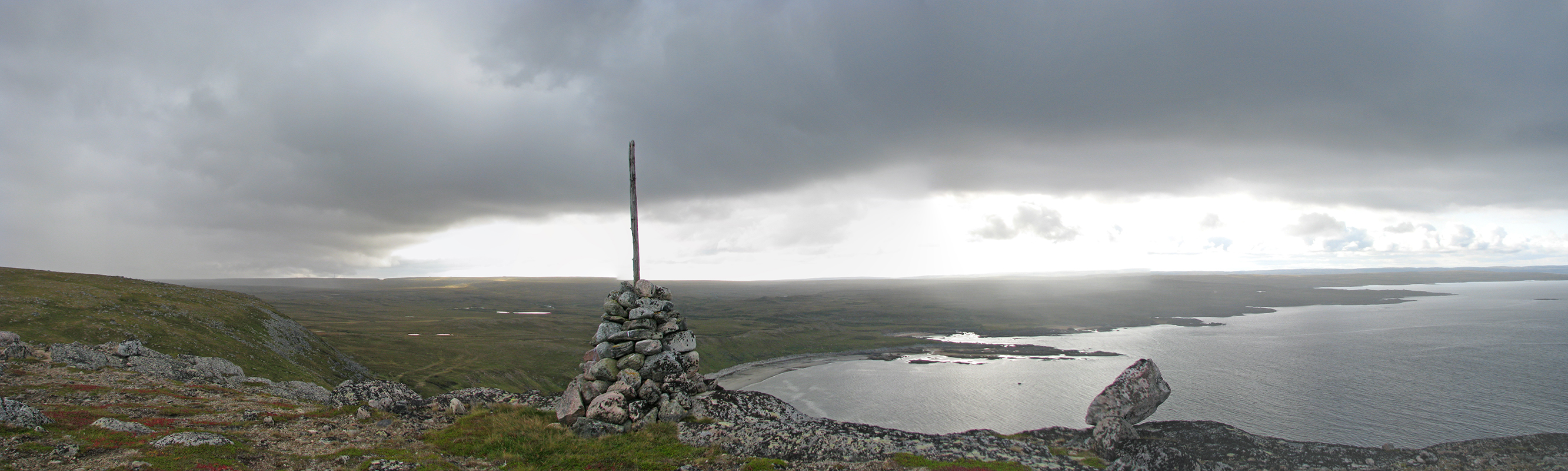

斯維亞托諾斯基灣是俄羅斯的海灣，由摩爾曼斯克州負責管轄，位於科拉半島東北岸，長12公里、寬10公里，最大水深62米，沿岸城鎮有奧斯特羅夫諾伊。
68°05′00″N 39°40′00″E / 68.08333°N 39.66667°E